# Хасиев, Майрбек Сулумбекович
Майрбек Сулумбекович Хасиев (род. 17 августа 1963 года) являлся президентом промоутерских компаний ACB и ACA. Основатель ACB (впоследствии АСА) и бойцовского клуба Беркут. Владелец АСА.

## Биография
Родился 17 августа 1963 года. Окончил среднюю школу № 1 в станице Горячеисточненская в ЧИАССР. С детства начал интересоваться спортом - играл в футбол, баскетбол. Когда учился в 7-м классе, записался в секцию борьбы, а в 9-м классе переключился на карате. В то же время он понимал, что важно иметь образование по специальности, и впоследствии стал врачом по профессии.

## Промоутер
До того, как Хасиев начал промоутерскую деятельность, он работал врачом. Сделал смешанные единоборства одним из самых популярных видов спорта в России, основав лучшую лигу ММА в России и вторую в мире наряду с Bellator, способную бросить вызов сильнейшей лиге в мире UFC и конкурировать с ней. Оставил пост президента АСА, остался владельцем промоушена.

### Интервью
- Майрбек Хасиев - Большое Интервью Вестник ММА